# Mahamadou Issoufou

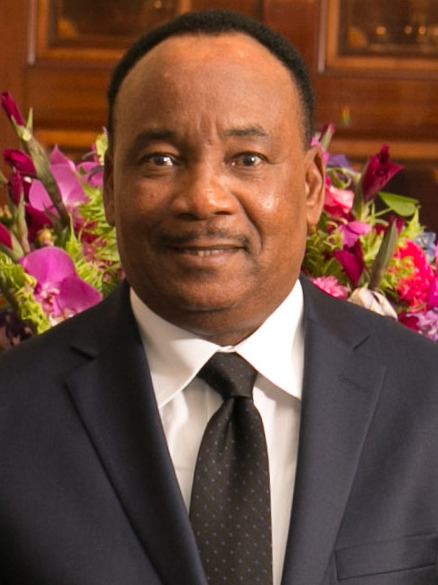
Issoufou in 2014

Mahamadou Issoufou (Tahoua (Frans-West-Afrika), 1 januari 1952) is een Nigerees politicus. Hij was premier van Niger van 1993 tot 1994 en tussen 2011 en 2021 president van Niger.

## Levensloop
Issoufou is van huis uit lid van de Hausa-stam. Hij studeerde aan de École nationale supérieure des mines de Saint-Étienne. Hij was van 1980 tot 1985 nationaal directeur van SOMAIR, het nationale mijnbedrijf van Niger. Daarna werd hij benoemd als secretaris-generaal van hetzelfde bedrijf.

### Politiek
Na een lange tijd van dictatuur werden er in 1993 voor de eerste keer weer verkiezingen gehouden. Issoufou was een van de oprichters van de Nigerese Partij voor Democratie en Socialisme (PNDS). Deze partij won bij de verkiezingen 13 van de 120 zetels in het parlement. Ook Issoufou werd gekozen. Zijn partij maakte deel uit van de coalitie genaamd Alliantie van de Krachten tot Verandering. (AFC). Deze had een meerderheid in het parlement. Issoufou nam ook deel aan de presidentsverkiezingen in datzelfde jaar. Hij eindigde als derde en behaalde 15,9 procent van de stemmen. In de tweede ronde steunde zijn partij Mahamane Ousmane die Mamadou Tandja versloeg. Met een meerderheid in het parlement werd Issoufou op 17 april 1993 benoemd tot premier.
Issoufou nam op 28 september 1994 ontslag. Zijn partij verliet de regering. Dit gebeurde nadat president Ousmane een decreet had doen uitvaardigden waardoor de macht van de premier werd ingeperkt. In het parlement verloor de coalitie haar meerderheid en Ousmane schreef nieuwe verkiezingen uit. Issoufou en zijn partij werkten samen met zijn vroegere concurrenten, de MSND van Mamadou Tandja. De alliantie behaalde een kleine meerderheid en Issoufou werd gekozen als voorzitter van het parlement. Tegelijkertijd leidde echter de situatie, dat president Ousmane niet langer beschikte over in een meerderheid in het parlement, ertoe dat het land onbestuurbaar werd.
Ousmane weigerde vanaf april 1995 om de kabinetsvergadering bij te wonen, hoewel hij daar wettelijk toe verplicht was. De nieuwe premier Hama Amadou verving in juli de hoofden van een aantal staatsbedrijven, een beslissing waar Ousmane fel op tegen was. Ook probeerde Amadou de rol van president over te nemen binnen de ministerraad. De spanningen liepen zo hoog op dat Ousmane liet weten na een jaar – de termijn die in de grondwet werd genoemd- nieuwe verkiezingen uit te schrijven. Issoufou verzocht op 26 januari 1996 het Hooggerechtshof om Ousmane af te zetten omdat hij niet bekwaam zou zijn het land te leiden. Zover kwam het echter niet doordat er een dag later een staatsgreep plaatsvond onder leiding van Ibrahim Baré Maïnassara. Ousmane en Amdadou werden tot het einde van april onder huisarrest geplaatst. Er werden nieuwe verkiezingen gehouden, die Maïnassara wist te winnen door middel van fraude. Issoufou werd bij die verkiezingen vierde met 7,60 procent van de stemmen. Op de tweede dag van de verkiezingen werd hij onder huisarrest gesteld voor een periode van twee weken. Daarna weigerde Issoufou om met Maïnassara om tafel te zitten en vocht hij het verkiezingsresultaat onsuccesvol aan. In juli 1996 werd hij weer voor een periode van twee weken onder huisarrest geplaatst. Op 11 januari werd hij samen met Ousmane en Tandja gearresteerd bij een demonstratie voor de democratie. Issoufou werd elf dagen vastgehouden.
Maïnassara verloor in april 1999 het leven bij een aanslag. De coupplegers herstelden de democratie. Issoufou werd tweede in de eerste ronde van de presidentsverkiezingen die in oktober 1999 werden gehouden. De tweede ronde verloor hij van Tandja. Issoufou behaalde 22,8 procent van de stemmen. In november 1999 werd hij wel gekozen in het parlement. Bij de presidentsverkiezingen in 2004 behaalde Issoufou opnieuw de tweede plaats, maar verloor de tweede ronde, ditmaal maar met 34,5 procent van de stemmen.
President Tandja’s termijn liep in december 2009 af. Volgens de grondwet mocht hij niet voor een derde termijn worden gekozen. Hij wilde echter dat er een referendum zou worden gehouden, omdat hij langer wilde aanblijven. Hij ontbond het parlement en stelde nieuwe leden aan in het Hooggerechtshof. Deze gingen akkoord met het referendum. Issoufou noemde Tandja een dictator die "een nieuwe grondwet wilde om altijd aan de macht te blijven". Hij was de leider van de gezamenlijk oppositie die zich verenigd had in het Front voor de Verdediging van de Democratie (FDD). Hij riep het leger op de bevelen van Tandja te negeren en vroeg de internationale gemeenschap om te interveniëren.
Issoufou werd op 14 september 2009 aangeklaagd omdat hij financiële fondsen zou hebben misbruikt. Issoufou noemde het een politieke aanklacht en verliet het land. Op 29 oktober 2010 liet de Nigerese overheid een internationaal arrestatiebevel uitgaan voor Issoufou. Hij keerde een dag later terug naar Niamey vanuit Nigeria om met de autoriteiten mee te werken.
Tot een proces kwam het echter nooit, omdat er op 18 februari 2010 een staatsgreep plaatsvond door een groep militairen onder leiding van Salou Djibo. Zij vormden een nieuwe regering, genaamd de Hoge Raad tot Herstel van de Democratie. Zij ontbonden het parlement en stelden een commissie aan die een nieuwe grondwet zou ontwerpen. Ook werden er nieuwe verkiezingen voor januari 2011 uitgeschreven. Issoufou won de eerste ronde en wist in de tweede ronde – die gehouden werd in maart 2011 - Seyni Oumarou, een partijgenoot van Tandja, te verslaan. Dit lukte mede met steun van Hama Amadou en Mahamane Ousmane, die zich achter hem schaarden.

### President
Op 6 april 2011 werd Issoufou benoemd tot president. In juli 2011 werd een aanslag op hem voorkomen. Onder de aanslagplegers waren een majoor, een luitenant en drie soldaten uit het Nigerese leger. Op 11 januari 2015 liep Issoufou in Parijs mee in een demonstratieve herdenking van de aanslagen op het tijdschrift Charlie Hebdo. Fundamentalistische moslims in Niger richtten daarop grote vernielingen aan en staken christelijke kerken in brand. Nadat Issoufou de orde had hersteld, beloofde hij de christenen steun bij de herbouw van de kerkgebouwen.
In maart 2016 werden in Niger opnieuw presidentsverkiezingen gehouden, waarbij Issoufou in de eerste ronde net geen meerderheid wist te behalen. De tweede ronde werd door de oppositiepartijen geboycot waarna Issoufou alsnog met een overweldigende meerderheid werd herkozen. Onder Issoufou maakte Niger een relatief stabiele periode door. Rond 2019 sloeg een geweldspiraal van groepen die waren aangesloten bij Islamitische Staat of Al Qaida vanuit buurland Mali over naar Niger en Burkina Faso.
Issoufou moest in april 2021 terugtreden omdat volgens de wet een president slechts twee termijnen mag vervullen. Een paar dagen voor de benoeming van zijn opvolger Mohamed Bazoum vond er een mislukte staatsgreep plaats.